# Stazione meteorologica di Avellino
La stazione meteorologica di Avellino è la stazione meteorologica di riferimento relativa alla città di Avellino.

## Coordinate geografiche
La stazione meteo si trova nell'Italia meridionale, in Campania, nel comune di Avellino, a 351 metri s.l.m. e alle coordinate geografiche 40°55′N 14°48′E.

## Dati climatologici
In base alla media trentennale di riferimento 1961-1990, la temperatura media del mese più freddo, gennaio, si attesta a +6,2 °C; quella dei mesi più caldi, luglio e agosto, è di +22,5 °C.
Le precipitazioni medie annue superano i 1300 mm e sono distribuite in poco più di 100 giorni, con un minimo in estate, un picco in autunno-inverno e un massimo secondario in primavera .
| Avellino                           | Mesi | Mesi | Mesi | Mesi | Mesi | Mesi | Mesi | Mesi | Mesi | Mesi | Mesi | Mesi | Stagioni | Stagioni | Stagioni | Stagioni | Anno  |
| Avellino                           | Gen  | Feb  | Mar  | Apr  | Mag  | Giu  | Lug  | Ago  | Set  | Ott  | Nov  | Dic  | Inv      | Pri      | Est      | Aut      | Anno  |
| ---------------------------------- | ---- | ---- | ---- | ---- | ---- | ---- | ---- | ---- | ---- | ---- | ---- | ---- | -------- | -------- | -------- | -------- | ----- |
| T. max. media (°C)                 | 9,7  | 10,5 | 13,6 | 17,4 | 22,0 | 26,6 | 29,7 | 29,8 | 25,2 | 19,9 | 14,5 | 11,2 | 10,5     | 17,7     | 28,7     | 19,9     | 19,2  |
| T. min. media (°C)                 | 2,7  | 2,8  | 4,4  | 6,7  | 9,5  | 13,1 | 15,2 | 15,2 | 13,4 | 10,0 | 6,3  | 3,9  | 3,1      | 6,9      | 14,5     | 9,9      | 8,6   |
| Precipitazioni (mm)                | 172  | 121  | 114  | 104  | 68   | 49   | 24   | 12   | 76   | 186  | 208  | 220  | 513      | 286      | 85       | 470      | 1 354 |
| Giorni di pioggia                  | 14   | 10   | 13   | 10   | 7    | 5    | 3    | 3    | 7    | 9    | 14   | 15   | 39       | 30       | 11       | 30       | 110   |
| Umidità relativa media (%)         | 81   | 78   | 75   | 69   | 66   | 61   | 58   | 59   | 67   | 77   | 82   | 83   | 80,7     | 70       | 59,3     | 75,3     | 71,3  |
| Eliofania assoluta (ore al giorno) | 2,3  | 3,8  | 4,1  | 5,5  | 7,5  | 8,6  | 10,4 | 10,3 | 7,3  | 5,4  | 3,0  | 2,3  | 2,8      | 5,7      | 9,8      | 5,2      | 5,9   |